# Muzeum umění v Tchaj-nanu
Muzeum umění v Tchaj-nanu (TAM; čínsky 臺南市美術館, pchin-jinem Táinán Shì Měishùguǎn) je v Západním centrálním distriktu, ve městě Tchaj-nan na Tchaj-wanu. Instituce plánovaná od roku 2010 byla veřejnosti otevřena 27. ledna 2019, přičemž první výstavy zde začaly již v říjnu 2018.

## Architektura
Muzeum se skládá ze dvou hlavních budov. Budova muzea 1 byla postavena s okrově žlutými dlaždicemi v architektonickém stylu art deco. Byla navržena Sutejirou Umezawou a rozkládá se na ploše 1024 metrů čtverečních. Budova byla postavena v roce 1931 původně jako sídlo policie v Tchaj-nanu. Je to nejstarší dosud existující budova policejní stanice na Tchaj-wanu. Po předání Tchaj-wanu z Japonska do Čínské republiky v roce 1945 byla přejmenována na policejní oddělení města Tchaj-nan. Policejní oddělení se z budovy odstěhovalo v roce 2011.
Budova muzea 2 se rozprostírá na ploše 2 960 metrů čtverečných. Autory návrhu byli Ši Zhao Jong a Šigeru Ban. Budova byla navržena ve tvaru rostliny delonie královské. V muzeu se nachází víceúčelové divadlo, dětské umělecké centrum, umělecká exkluzivní galerie, sbírka, restaurátorské a umělecké výzkumné centrum, první svého druhu na Tchaj-wanu.

## Výstavy
Výstavní plocha první budovy, která byla otevřena po rekonstrukci bývalé vládní budovy policejní stanice v Tchaj-nanu umístěné v severovýchodním rohu křižovatky ulic Yuai-gai a Nanmen, má šestnáct výstavních místností a celkovou plochu 1024 metrů čtverečních. Ta byla dokončena v srpnu 2018 a předběžně otevřena 17. října 2018.
Druhá budova byla postavena místě bývalé svatyně Tchaj-nanu, byla postavena na pozemku města, což bylo veřejné parkoviště. Budova byla postavena nákladem 1,78 miliardy nových tchajwanských dolarů. Na výstavní ploše je sedmnáct výstavních místností, z nichž některé jsou navrženy tak, aby umožňovaly vstup přirozeného světla. Bývalé parkoviště je v podzemí muzea. Bylo dokončeno 14. ledna 2019 a oficiálně otevřeno 27. ledna 2019.

## Doprava
Muzeum je přístupné v docházkové vzdálenosti jihozápadně od železniční stanice Tchaj-nan na tchajwanské železnici.

## Galerie

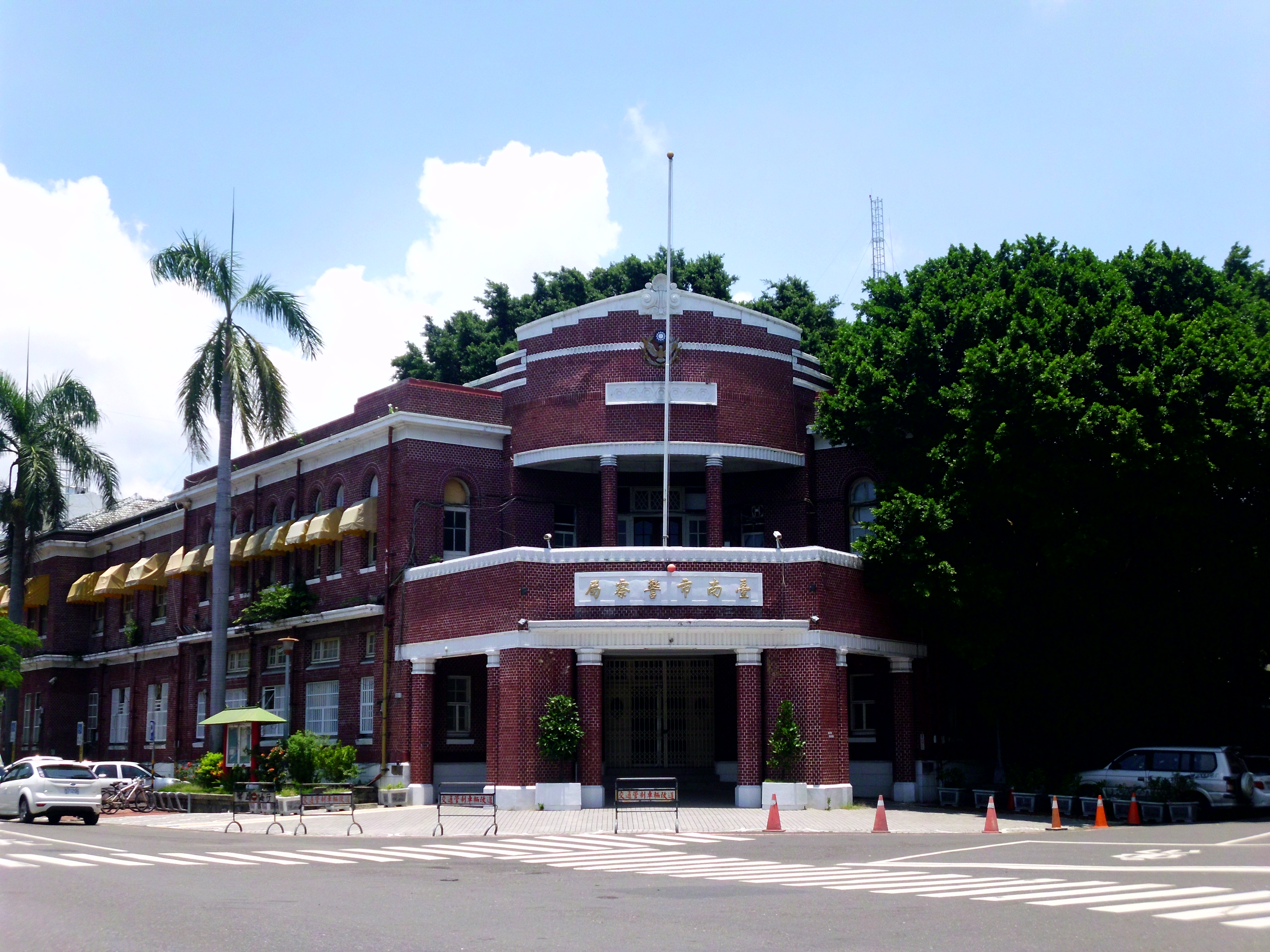
Budova policejní stanice v Tchaj-nanu před rekonstrukcí
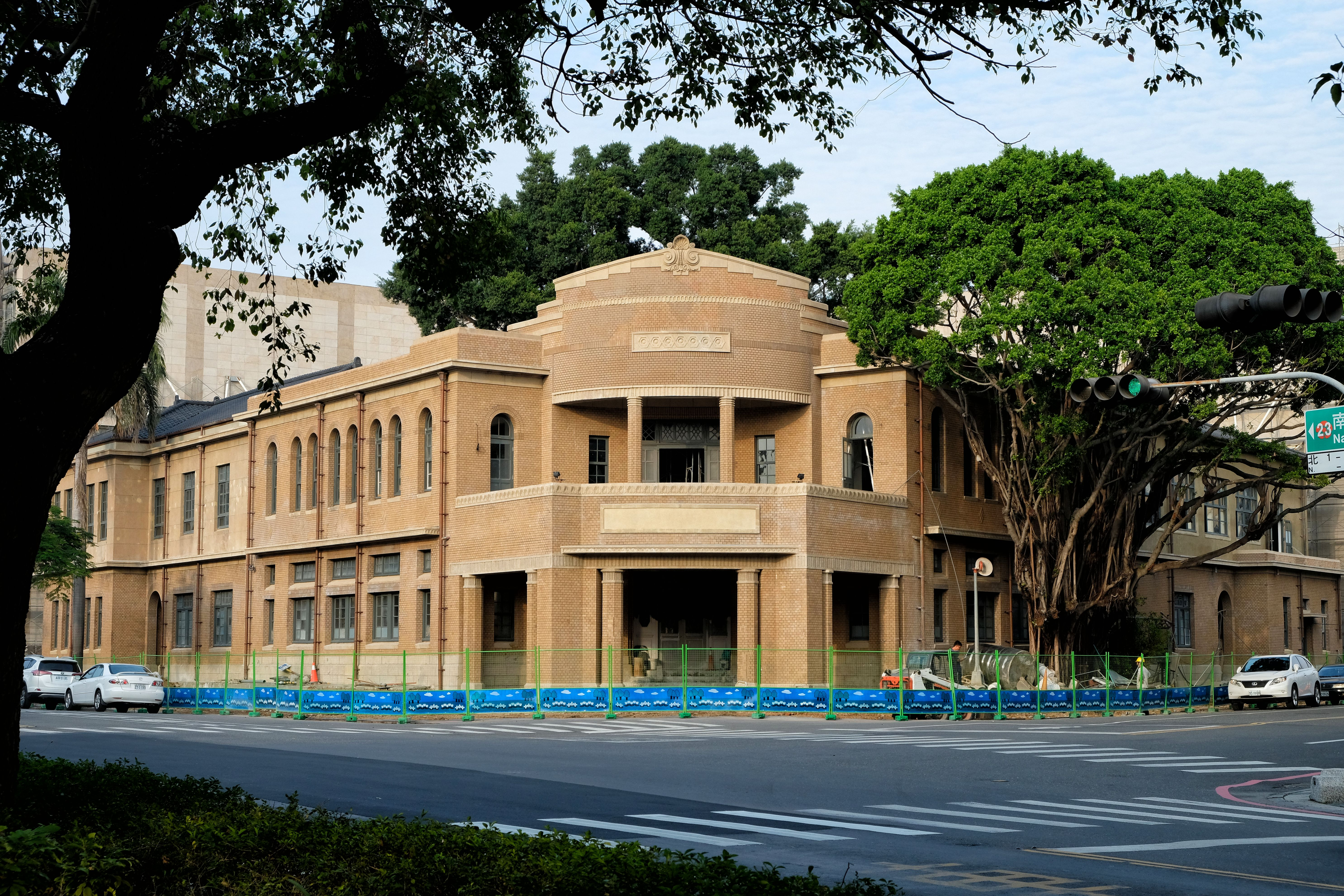
První budova při restaurování
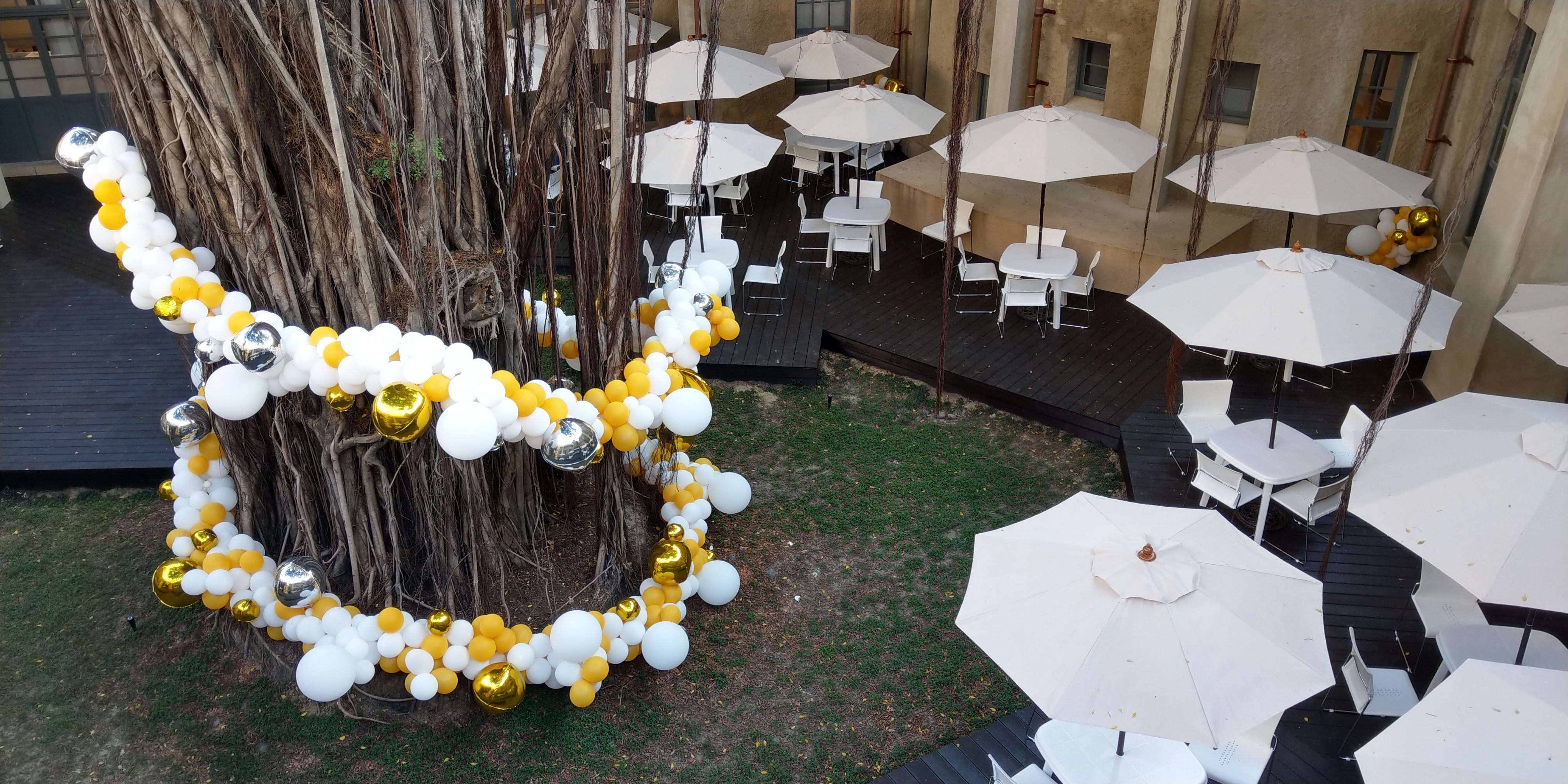
Nádvoří první budovy
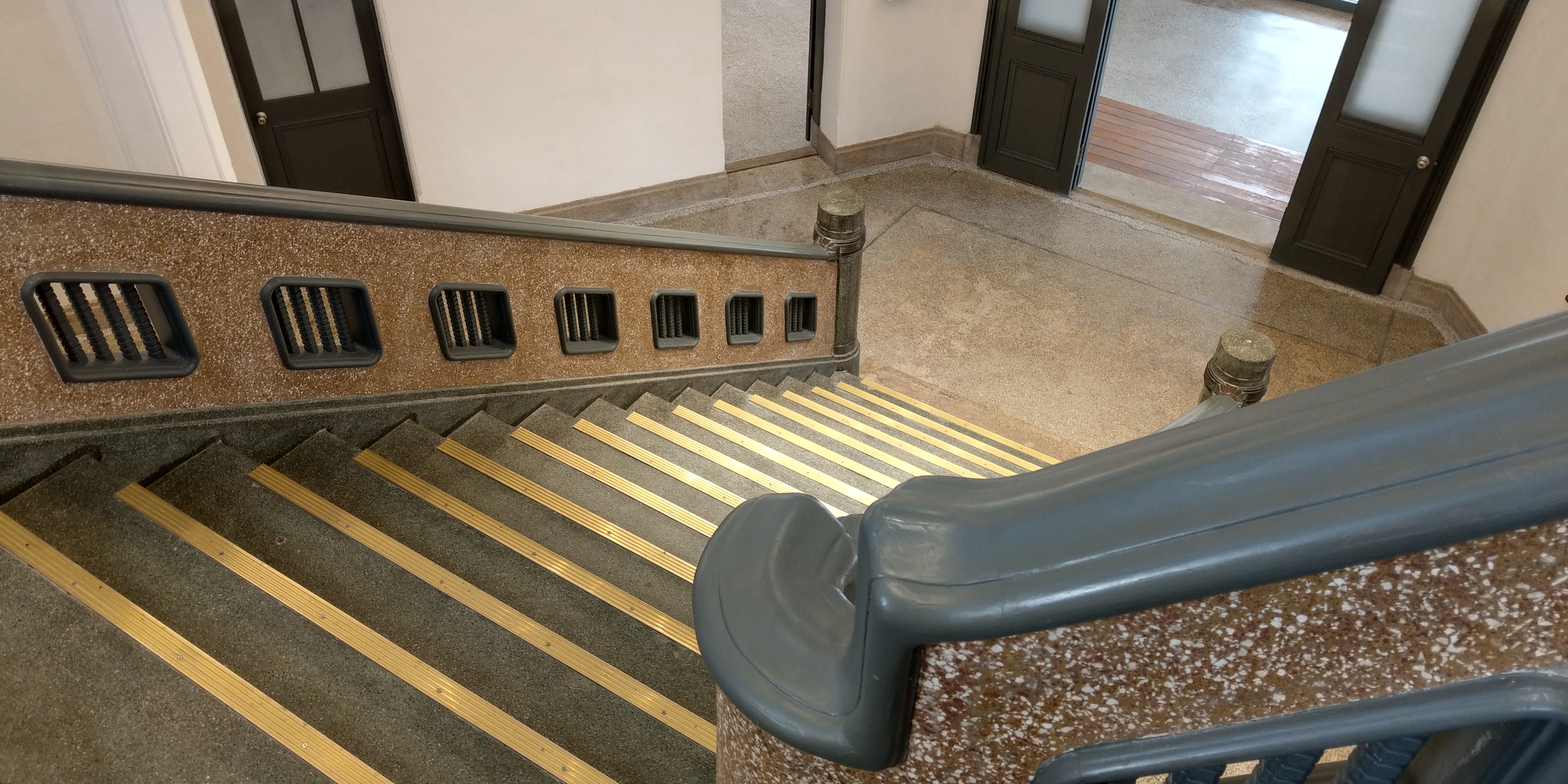
Vnitřek první budovy po renovaci
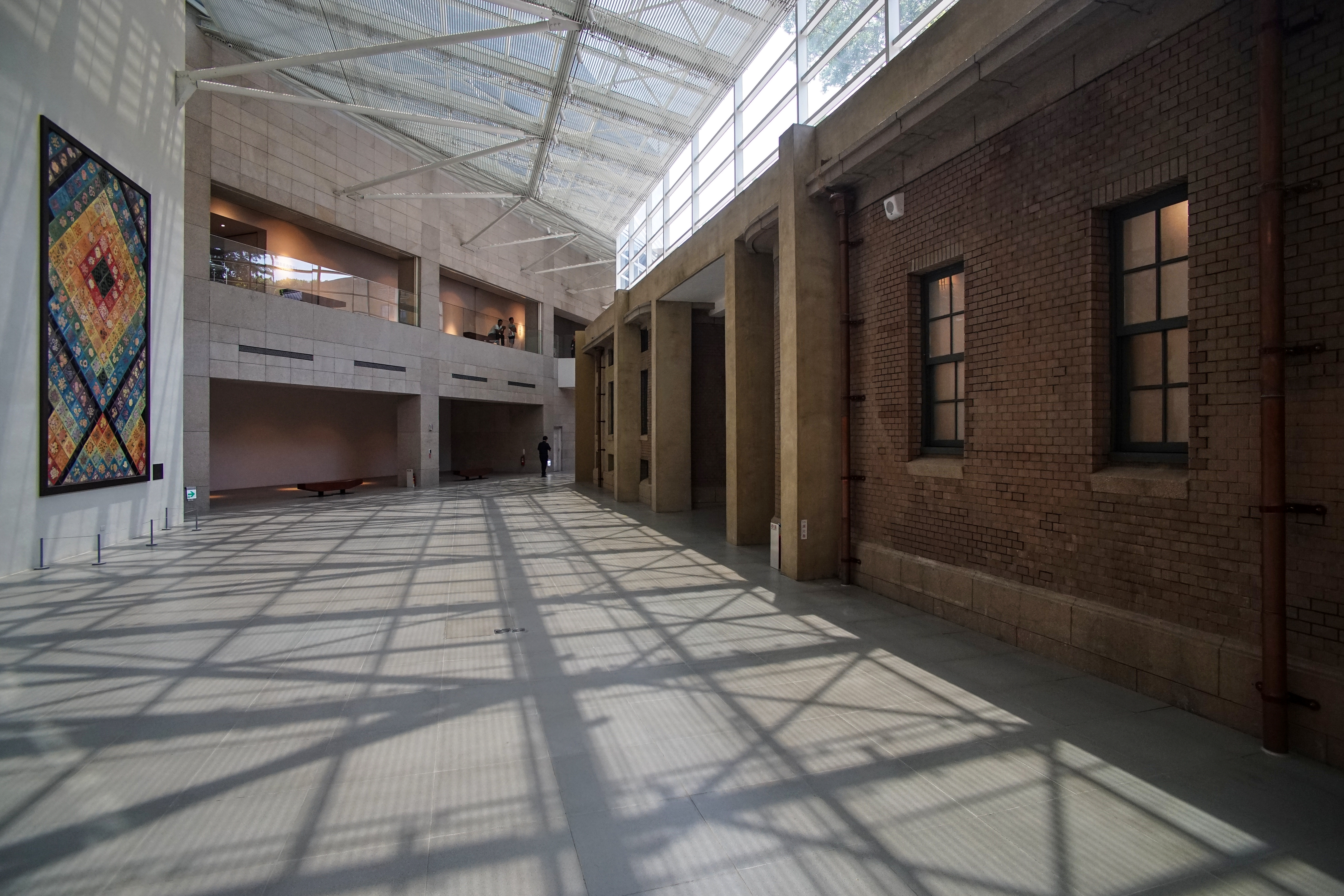
Pravá strana je stará policejní stanice, levá strana je nová budova